# Francisca Cerda
Francisca Cerda (Santiago, 3 de abril de 1943) es una escultora chilena.

## Biografía y trayectoria
Francisca Cerda estudió arte en la Facultad de Bellas Artes de la Universidad de Chile entre 1961 y 1965, donde se graduó en licenciatura en arte, con mención en Escultura. En 1969 cursó Historia del Arte en L'Ecole du Louvre, en París. En 1971 y 1972 estudió Escultura en la Pontificia Universidad Católica de Chile.
Se ha desempeñado como profesora de Escultura en la Universidad de Chile entre 1974 y 1980; en el Instituto de Arte Contemporáneo y en la Universidad Tecnológica Metropolitana de 1990 a 1994. En 1991 impartió clases de escultura en el Taller Cándido Millán de Caracas, Venezuela.
Entre 1979 y 1984 fue profesora de escultura del Instituto de Arte Contemporáneo. También ha sido profesora de escultura de la Facultad de Arte de la Universidad Metropolitana de Ciencias de la Educación en Santiago.
En 1990 recibió una beca del British Council para estudiar en la Wimbledon School of Arts, donde comenzó su acercamiento al acero.
Dos años más tarde obtuvo en Chile el primer lugar en el concurso del monumento al presidente Jorge Alessandri. La escultura en acero se encuentra en el costado oriental de la Plaza de la Constitución en Santiago, Chile. En 1994 se adjudicó el diseño de Hitos Territoriales, un concurso organizado por el Ministerio de Obras Públicas con motivo de las relaciones chileno-argentinas y se emplazó originalmente en Palena, X Región, a un
costado del puente "El encuentro".
En 1995 ganó el certamen de diseño de una escultura para el Padre Hurtado en la avenida homónima, una obra en hormigón emplazada en la comuna de Las Condes.
En 2004 fue elegida Académica de Número de la Academia Chilena de Bellas Artes. Entre 2007 y 2008 fue miembro del Directorio del Consejo de la Cultura y las Artes del Gobierno de Chile.
En 2010 su obra La pensadora fue esculpida para el Paseo de las Esculturas La Pastora, un proyecto urbano desarrollado en el contexto del Bicentenario de Chile y emplazado en la comuna de Las Condes.

## Obra
Entre los tópicos abordados en la obra de Francisca Cerda está la naturaleza, "primero la búsqueda del ser humano, su trabajo interior como ser mujer y luego la relación con el hombre, la pareja", recurriendo a las "las formas geométricas como centros de contención".
En Escultura Contemporánea 1850-2004, el historiador del arte Gaspar Galaz planteó:
"Para Francisca Cerda el cuerpo lo es todo, siempre desnudo, en distintos formatos; la pareja humana es símbolo arquetípico del -estar en el mundo- es una de las claves de la figuración en [su] escultura"

## Galería

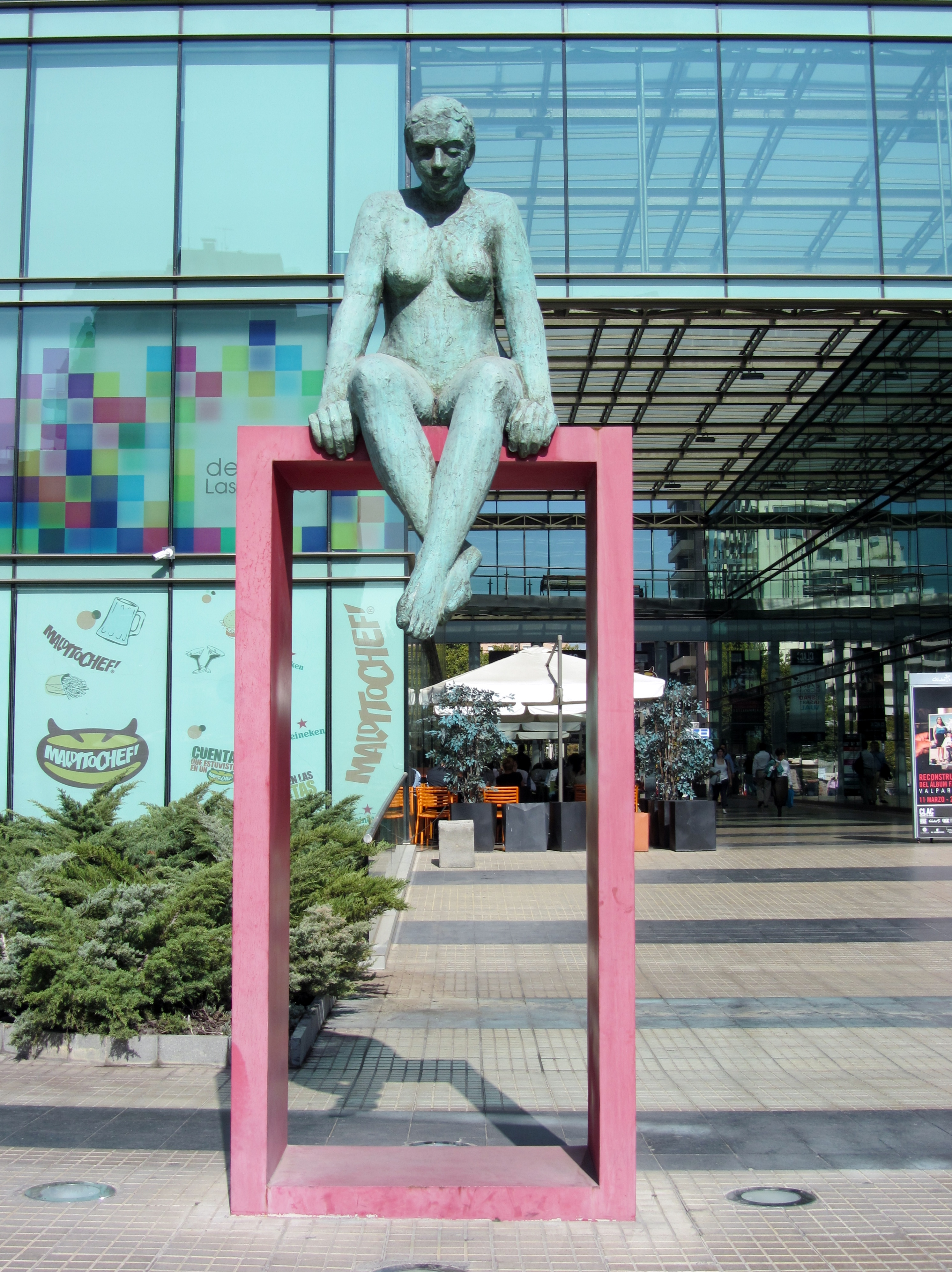
La pensadora en el Paseo de las Esculturas La Pastora
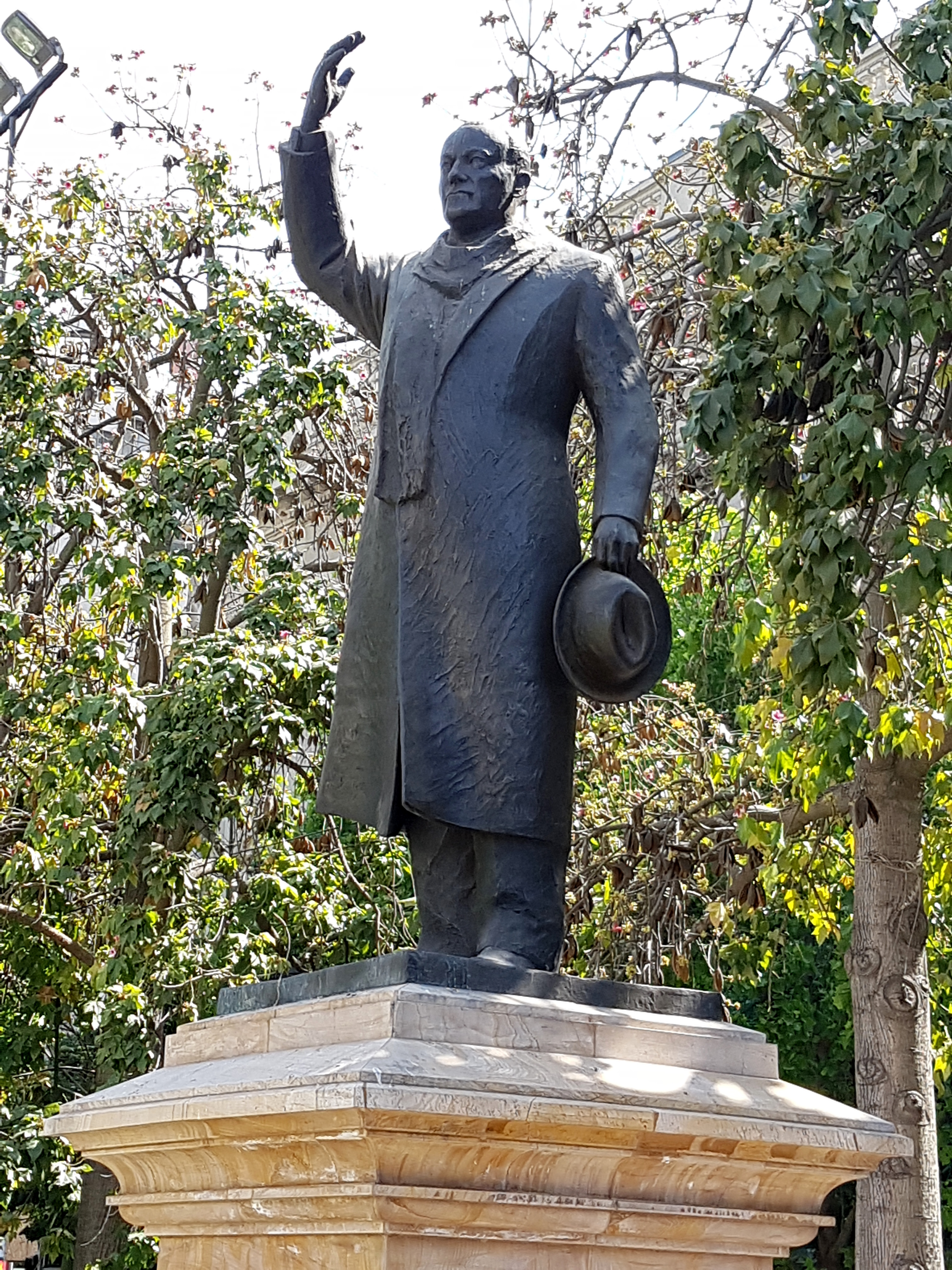
Estatua del presidente Jorge Alessandri en Plaza de la Constitución
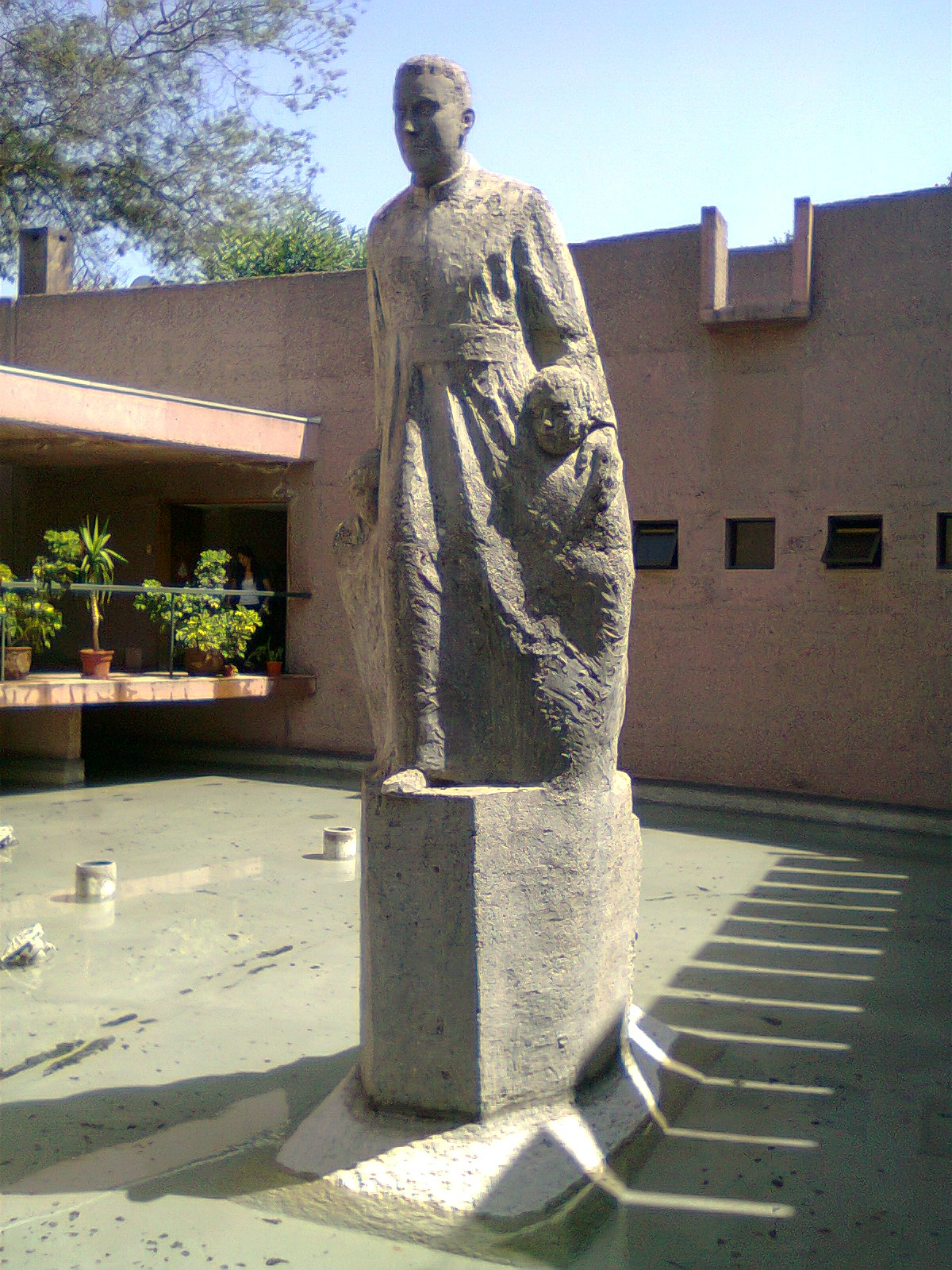
Réplica de estatua de Alberto Hurtado en el santuario homónimo
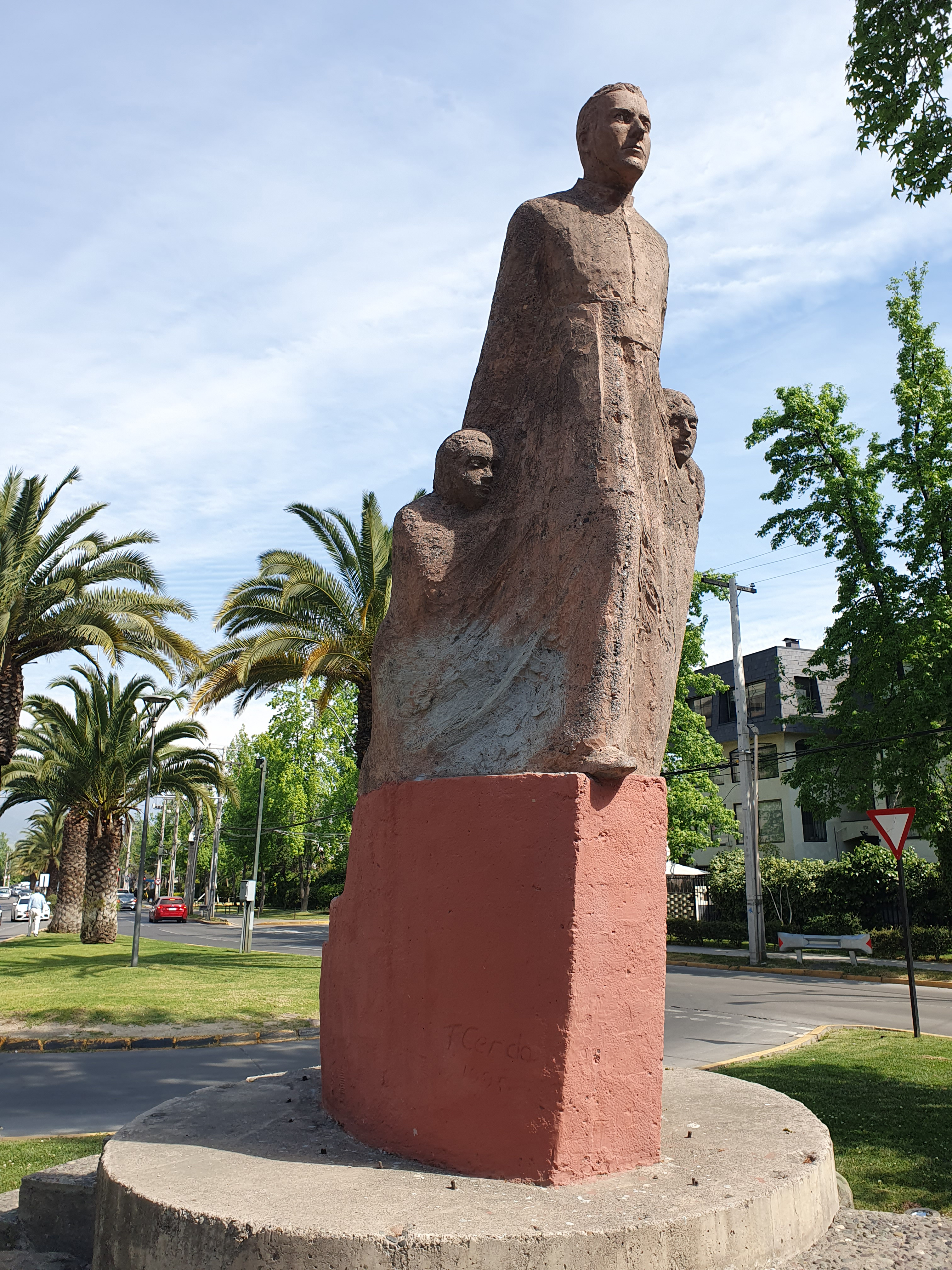
Monumento original a Alberto Hurtado en Las Condes, Santiago
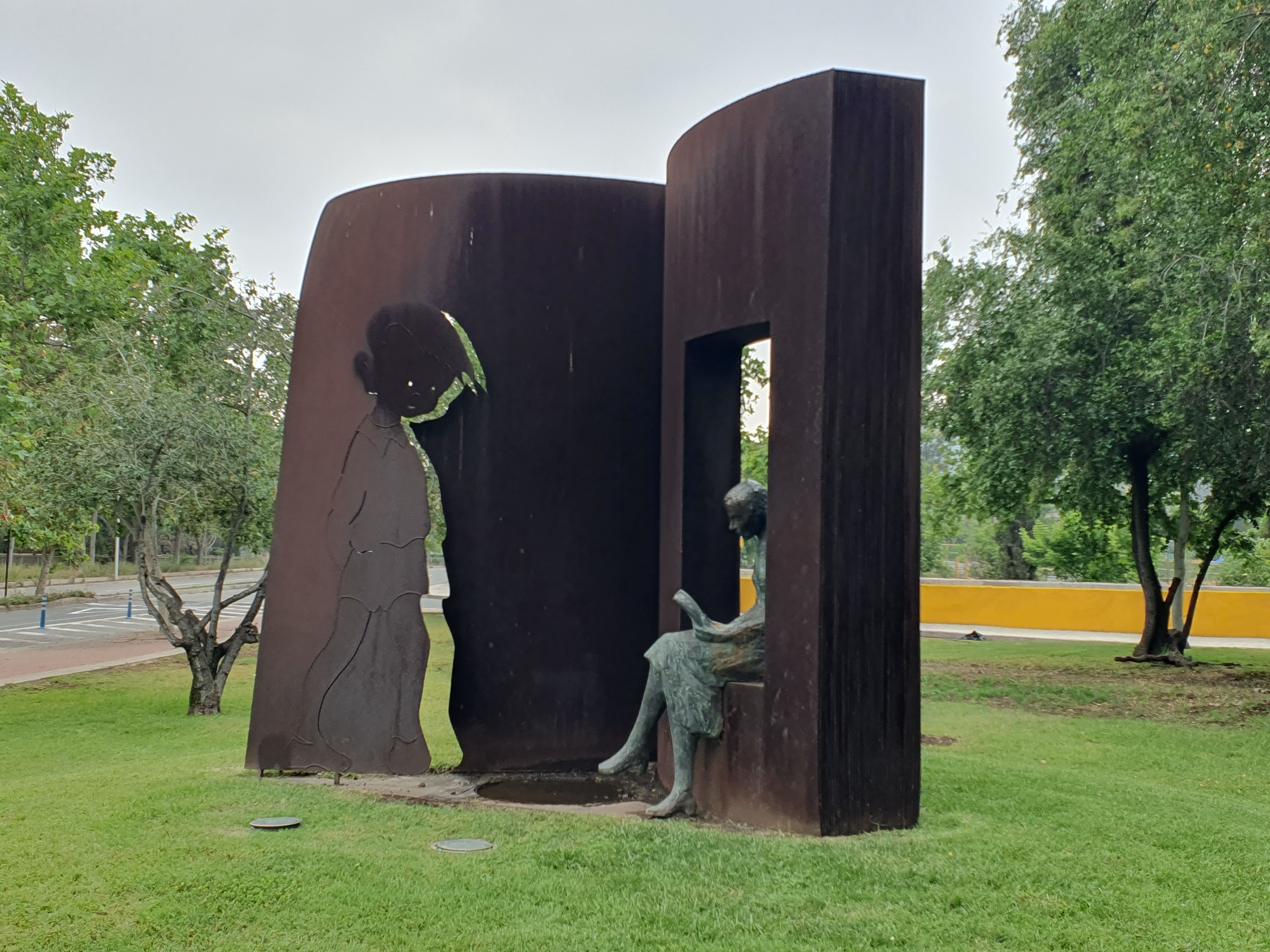
Homenaje a Marcela Paz en Santiago de Chile
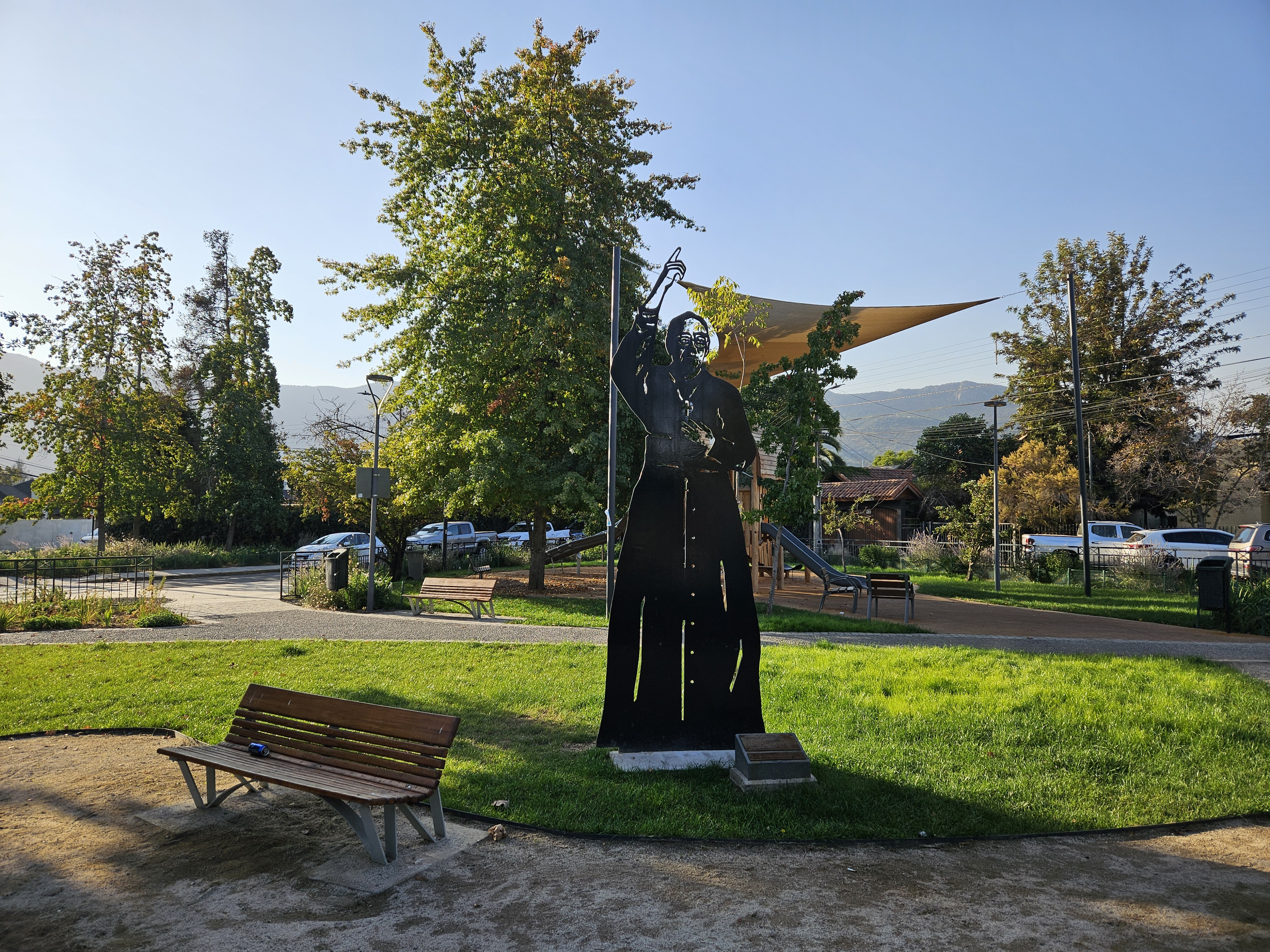
Monumento a Óscar Arnulfo Romero en Vitacura, Santiago